# Громадянство
Громадя́нство (заст. горожа́нство) — юридично визначений, стійкий, необмежений у просторі правовий зв'язок між особою і певною державою, що визначає їхні права та обов'язки . Громадянство передбачає певну сукупність взаємних політичних, соціальних та ін. прав та обов'язків.
Громадянство — структурний елемент правового статусу особи, який розкриває головний зміст людини і держави, взаємовідносин з державою та суспільством.
Українське громадянство регулюється Законом «Про громадянство України» та Конституцією України. З поміж усіх конституційно-правових статусів саме громадянство надає найбільше переваг для особи, особливо коли мова йде про політичні права та участі в управлінні державними справами.

## Аспекти громадянства
Головні аспекти громадянства:
1. постійний правовий зв'язок між людиною і державою, який виявляється у їх взаємних правах і обов'язках;
2. об'єкт конституційного права (ст. 25 КУ), що являє собою можливість людини вступити у відповідні відносини з державою та припинити їх;
3. як один із елементів правових норм, що регламентують вище зазначені відносини і фактично становлять собою основний інститут в межах генерального інституту конституційно-правового статусу людини і громадянина.

## Набуття громадянства
Існують два основних способи набуття громадянства: філіація та натуралізація.

### Філіація
Перший спосіб є первинним і передбачає, що особа отримує громадянство за народженням. Таким чином отримує громадянство переважна більшість осіб. В ст. 6 Європейської конвенції про громадянство 1997 р. з цього приводу зазначено: кожна держава-учасниця передбачає у своєму внутрішньодержавному праві, що її громадянство «ex lege» набувають такі особи: діти, один із батьків яких на час народження цих дітей має громадянство цієї держави-учасниці, за винятком будь-яких випадків, що можуть бути передбачені в її внутрішньодержавному праві для дітей, які народилися за межами держави; діти, народжені на її території, які інакше стали б особами без громадянства, а також знайдені на її території немовлята, які інакше стали б особами без громадянства.
Щодо набуття громадянства за народженням, то держави використовують або принцип ґрунту, або принцип крові.
- Принцип ґрунту («jus soli») передбачає, що дитина отримує громадянство держави, на території якої вона народилася, незалежно від громадянства батьків. При цьому, відповідно до ст. З Конвенції про скорочення безгромадянства 1961 p., народження дитини на кораблі або на повітряному судні залежно від обставин вважається таким, що мало місце на території тієї держави, під прапором якої цей корабель плаває, або на території тієї держави, в якій це повітряне судно зареєстровано. Цей принцип використовують у більшості держав Латинської Америки.

Однак, згідно з Факультативним протоколом про набуття громадянства до Віденської конвенції про дипломатичні зносини 1961 р. і Факультативним протоколом про обов'язкове розв'язання спорів до Віденської конвенції про консульські зносини 1963 p., принцип «права ґрунту» не поширюється на членів сімей працівників представництв, які народжуються в країні перебування.
- Принцип крові («jus sanguinis») передбачає, що дитина отримує громадянство держави батьків незалежно від місця народження. Цей принцип використовують у деяких державах Європи (зокрема, Польща) та Азії.

Однак варто зауважити, що більшість держав використовують мішану систему, яка поєднує два названі вище принципи. До таких належать: Велика Британія, Індія, США, Україна, Росія.

### Натуралізація
Що ж до натуралізації (укорінення), то це вторинний (похідний) спосіб набуття громадянства. Цей спосіб належить до вольових, оскільки, як правило, потребує виконання певних формальностей з боку такої особи.
Є три основні види натуралізації:
1. за клопотанням особи;
2. на підставі закону чи іншого внутрішньодержавного акта;
3. на підставі міжнародного договору.

Потрібно наголосити, що такий поділ не є однозначним, оскільки деякі види набуття громадянства можна віднести відразу до двох чи навіть трьох видів.

#### За клопотанням особи
Надання громадянства за клопотанням особи є найбільш розповсюдженим способом натуралізації.
Він передбачає, що особа, яка хоче набути громадянство, звертається до компетентних органів держави з відповідним клопотанням. При цьому вказана особа має виконати низку умов, які передбачені у національному законодавстві держави, громадянство якої вона хоче набути. До них, як правило, відносять проживання на території держави впродовж певного періоду (5, 7, а іноді й 10 років), знання державної мови, наявність достатніх засобів для існування, здобутих законним шляхом. Висувають й інші вимоги: відсутність деяких хвороб, судимостей, вихід із попереднього громадянства тощо. Однак за певних підстав особа не мусить виконувати всі з вищезгаданих умов, і їй надається громадянство не у загальному, а у спрощеному порядку.
У ст. 6 Європейської конвенції про громадянство 1997 р. з цього приводу зазначено, що кожна держава-учасниця у своєму внутрішньодержавному праві спрощує процедуру набуття її громадянства для таких осіб:
- а) другий з подружжя, що перебуває у шлюбі з її громадянином;
- б) діти одного з її громадян, батьківство яких встановлено через визнання, у судовому порядку або шляхом подібних процедур;
- в) діти, один із батьків яких набуває чи вже набув її громадянства;
- г) діти, усиновлені одним із її громадян;
- д) особи, що народилися на її території та законно і постійно на ній проживають;
- е) особи, що законно і постійно проживають на її території впродовж певного періоду, який розпочався до досягнення ними 18 років, причому тривалість цього періоду визначається внутрішньодержавним правом відповідної держави-учасниці;
- ж) особи без громадянства та особи, визнані як біженці, що законно та постійно проживають на її території.

Національне законодавство може передбачати додаткові випадки, за яких громадянство набувають у спрощеному режимі. Так, наприклад, законодавство Росії передбачає, що особа, яка була громадянином СРСР і після його розпаду не набула іншого громадянства, може набути громадянство Російської Федерації навіть у випадку, коли вона взагалі не проживає на території цієї держави.
До цього виду набуття громадянства також треба віднести відновлення в громадянстві, яке може відбуватися двома шляхами: реінтеграції та репатріації. У першому випадку мається на увазі відновлення громадянства особи, яка його раніше втратила або вийшла з нього. У другому — відновлення громадянства особи через повернення в державу громадянства, якщо вона опинилася на території іншої держави внаслідок обставин, що не залежать від її волі. Такий спосіб відновлення громадянства найчастіше застосовують стосовно біженців, військовополонених та інтернованих осіб.
Надання громадянства на підставі закону чи іншого внутрішньодержавного акта, хоча і належить до вольового способу набуття громадянства, однак не завжди відбувається за ініціативою особи. Воно може бути наслідком укладання шлюбу, усиновлення, встановлення опіки, визнання батьківства, вступу на військову чи державну службу. Так, національні законодавства більшості держав Латинської Америки містять положення про те, що жінка, яка виходить заміж за іноземця, набуває громадянство свого чоловіка.
Однак, у ст. 1 Конвенції про громадянство одружених жінок 1957 р. зазначається, що ні укладення, ні розірвання шлюбу між ким-небудь з її громадян та іноземцем, ні зміна громадянства чоловіком під час існування шлюбного союзу не будуть відображатися автоматично на громадянстві дружини. Таким чином, цей документ передбачає, що будь-яка зміна громадянства жінкою при її вступі у шлюб можлива лише за її згодою.
До цього виду набуття варто також віднести дарування громадянства. Такий спосіб передбачає набуття громадянства шляхом вираження вдячності державою щодо особи за особливі заслуги перед нею.

#### На підставі міжнародного договору
Надання громадянства на підставі міжнародного договору, як правило, відбувається у випадку територіальних змін: обміну територіями, переходу частини території однієї держави до іншої, об'єднанні та відділенні держав. У рамках цього виду натуралізації розрізняють; оптацію, трансферт.
Оптація — це вид натуралізації, при якому особа, котра проживає на території, що переходить до іншої держави, може вибрати або залишитися на певній території і набути нового громадянства чи переїхати на іншу територію своєї держави, зберігши попереднє громадянство. Як приклад оптації можна назвати обмін територією між СРСР та Польщею («операція Вісла») на підставі угоди, укладеної 6 липня 1945 р.4, а також між СРСР та Чехословацькою Республікою відповідно до угоди від 29 червня 1945 р. Так, ст. 2 Протоколу до останнього договору передбачала, що громадяни Чехословацької Республіки, які проживають у прикордонній зоні, у разі переїзду в СРСР набувають його громадянства.
Трансферт дуже схожий на оптацію, однак у цьому випадку вибір громадянства відбувається примусово. Потрібно зазначити, що міжнародне право забороняє автоматичну зміну громадянства. Про це, зокрема, згадується у ст. 4 Європейської конвенції про громадянство 1997 р. та в низці інших документів. Проте останнє не стосується правонаступництва, саме в цьому разі найчастіше буває трансферт. Прикладом є надання громадянства ФРН усім громадянам НДР у 1990 р. під час об'єднання Німеччини.

## Правовідносини з питань громадянства
1) мають постійний характер, тобто вони не припиняються навіть тоді, коли громадянин залишає територію країни своєї громадянської приналежності;

2) правовий характер цих відносин заснований на Конституції та Законах і виключає будь-які політичні зобов'язання громадян;

3) є документально оформленим зв'язком, для підтвердження якого особа має пред'явити паспорт чи інший документ, що підтверджує громадянство. Проте, втрата документів не означає втрату громадянства.

## Цікаві факти
- У 1973 році єгипетському фараонові Рамзесу II, мумію якого було доставлено до Франції для консервації, було надано паспорт громадянина Єгипту.
- В 2023 році, вперше в світі, людиноподібний робот Софія отримала громадянство Саудівської Аравії[2].